# 蓋爾特納赫河
47°49′57″N 10°38′55″E / 47.832432°N 10.648695°E

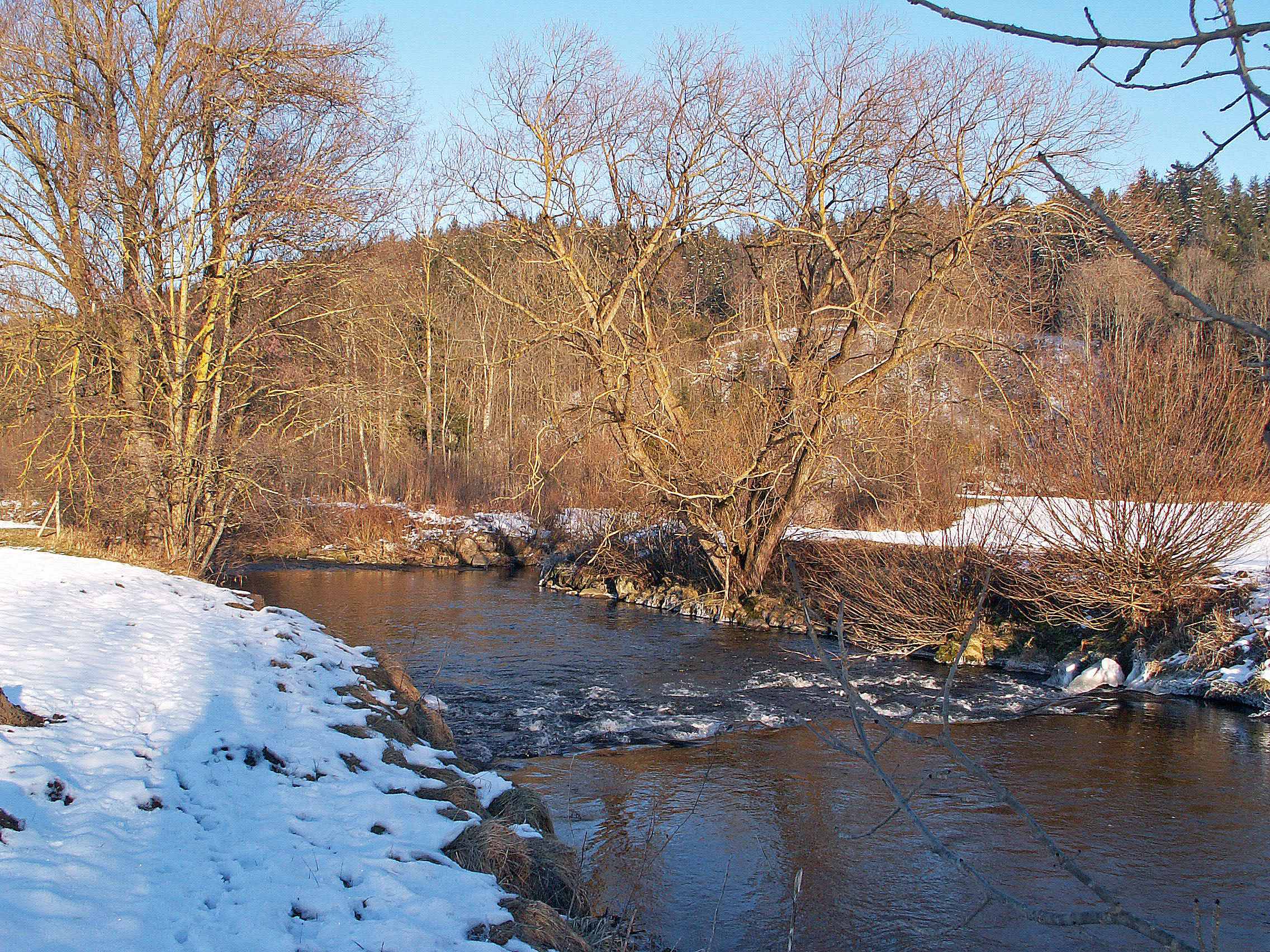

蓋爾特納赫河（德語：Geltnach），是德國的河流，位於該國東南部，由巴伐利亞負責管轄，處於上阿爾高縣，屬於韋爾塔赫河的右支流，河道全長26公里，流域面積94平方公里。